# Narkewytschi
Narkewytschi (ukrainisch Наркевичі; russisch Наркевичи Narkewitschi) ist eine Siedlung städtischen Typs im Zentrum der ukrainischen Oblast Chmelnyzkyj mit etwa 1500 Einwohnern (2014).
Die Ortschaft wurde 1950 mit dem Namen Jasne (Ясне) im Rahmen der Errichtung einer Zuckerfabrik gegründet, erhielt 1968 den Status einer Siedlung städtischen Typs und 1994 ihren heutigen Namen.
Narkewytschi liegt am Ufer des Mschanez (Мшанець), einem 22 km langen Nebenfluss des Südlichen Bugs, 34 km nordwestlich vom Oblastzentrum Chmelnyzkyj und 46 km östlich vom ehemaligen Rajonzentrum Wolotschysk. Der Ort besitzt eine Bahnstation an der Bahnstrecke Krasne–Odessa.

## Verwaltungsgliederung
Am 13. August 2015 wurde die Siedlung zum Zentrum der neugegründeten Siedlungsgemeinde Narkewytschi (Наркевицька селищна громада/Narkewyzka selyschtschna hromada). Zu dieser zählen auch die 15 in der untenstehenden Tabelle aufgelisteten Dörfer, bis dahin bildete sie zusammen mit dem Dorf Juchymiwzi die gleichnamige Siedlungsratsgemeinde Narkewytschi (Наркевицька селищна рада/Narkewyzka selyschtschna rada) im Osten des Rajons Wolotschysk.
Am 17. Juli 2020 kam es im Zuge einer großen Rajonsreform zum Anschluss des Rajonsgebietes an den Rajon Chmelnyzkyj.
Folgende Orte sind neben dem Hauptort Narkewytschi Teil der Gemeinde:
| Name                     | Name            | Name                                    |
| ukrainisch transkribiert | ukrainisch      | russisch                                |
| ------------------------ | --------------- | --------------------------------------- |
| Bahlaji                  | Баглаї          | Баглаи (Baglai)                         |
| Beresyna                 | Березина        | Березина (Beresina)                     |
| Bubniwka                 | Бубнівка        | Бубновка (Bubnowka)                     |
| Dselenzi                 | Дзеленці        | Дзеленцы (Dselenzy)                     |
| Hljadky                  | Глядки          | Глядки (Gljadki)                        |
| Juchymiwzi               | Юхимівці        | Юхимовцы (Juchimowzy)                   |
| Kopatschiwka Druha       | Копачівка Друга | Копачовка Вторая (Kopatschowka Wtoraja) |
| Kuschtschiwka            | Кущівка         | Кущевка (Kuschtschewka)                 |
| Lytschiwka               | Личівка         | Лычовка (Lytschowka)                    |
| Nowolensk                | Новоленськ      | Новоленск                               |
| Pachutynzi               | Пахутинці       | Пахутинцы (Pachutinzy)                  |
| Schmyrky                 | Шмирки          | Шмырки (Schmyrki)                       |
| Serhijiwka               | Сергіївка       | Сергеевка (Sergejewka)                  |
| Trytelnyky               | Трительники     | Трительники (Tritelniki)                |
| Tschernjawa              | Чернява         | Чернява                                 |